# Clamidiosi
Tot i que el mot clamidiosi sol referir-se a la infecció de transmissió sexual (ITS) que afecta els genitals humans per clamídies, en medicina humana o animal aquest mot comprèn qualsevol infecció causada per qualsevol tipus de bacteris del genus Chlamydia, cosa que inclou malalties molt diferents, com ara la psitacosi i l'ornitosi.

Cèrvix uterí amb pus, causat per clamidiasi

La clamidiosi, com a ITS, és causada per la Chlamydia trachomatis i pot atacar els genitals masculins i femenins, l'anus i la boca. Els símptomes de les dones poden incloure secreció vaginal o cremor amb la micció. Els símptomes en homes poden incloure secreció del penis, cremor amb la micció o dolor i inflor d'un o tots dos testicles. La infecció es pot estendre al tracte genital superior de les dones, causant malaltia inflamatòria pelviana, que pot provocar una futura infertilitat o embaràs ectòpic.
La clamídia es pot curar amb antibiòtics, normalment utilitzant azitromicina o doxiciclina. Es recomana eritromicina o azitromicina en nadons i durant l'embaràs. Les parelles sexuals també s'han de tractar i s'ha d'avisar a les persones infectades que no mantinguin relacions sexuals durant set dies i fins que no tinguin símptomes. S'ha d'investigar la gonorrea, la sífilis i el VIH en les persones que han estat infectades. Després del tractament, s'han de tornar a fer anàlisis al cap de tres mesos.
La clamídia és una de les infeccions de transmissió sexual més freqüents i afecta al voltant del 4,2% de les dones i el 2,7% dels homes a tot el món. El 2015, es van produir uns 61 milions de nous casos a tot el món. Les infeccions són més freqüents entre les persones d'entre 15 i 25 anys i són més freqüents en dones que en homes. El 2015 les infeccions van provocar unes 200 morts.